# 멜초르 무스키스
멜초로 무스키스(Melchor Múzquiz, 1790년 1월 5일 ~ 1844년 12월 14일)는 멕시코의 군인이자 정치인이다. 1832년 8월부터 12월까지 멕시코의 대통령이었다.

## 독립 전쟁과 첫 번째 제국
무스키스는 출처에 따르면 1790년 1월 5일 혹은 3월에 태어났다고 한다. 그는 멕시코 시티에 있는 콜레지오 데 산 일데폰소에서 공부했다. 학생 시절, 1810년에 그는 코아일라에서 멕시코 독립을 위해 싸우기 위해 이나치오 로페스 라욘 장군 군대에 입대했다. 그는 많은 교전에 참여했다. 1812년에 그는 중위가 되었다. 1813년에 그는 사카푸를 방어하는 보병 부대를 이끌었다. 1816년 11월에, 대령이었던 그는 베라크루스주, 코르도바 근처의 포트 몬테블랑코에서 포로로 붙잡혔다. 총독 정부에 반대하여 다시 싸우지 않겠다는 말을 하지 않았지만, 일반 사면으로 풀려났다.
1821년에 그는 이괄라 계획을 지지했으며, 그것은 아구스틴 데 이투르비데가 멕시코의 초대 황제로서 왕위에 오르는 것을 초래했다. 그러나, 그는 공화국주의자였기 때문에 그는 의회 대의원으로서 이 결과를 지지하지 않았다. 그와 다른 대의원들은 이투르비데가 반역자라고 주장했다. 황제에 반대하는 반란 동안, 그는 카사 마타 계획에 합류했지만, 그를 과격하다고 여긴 지도자들의 신뢰를 얻지 못했다.

## 같이 보기
- 멕시코의 국가원수 목록